# Sven Anders Söderpalm
Sven Anders Söderpalm, född 1933, är en svensk historiker som var verksam som professor vid Ålborgs universitet 1982-1998.
Söderpalm växte upp i Skara, studerade vid Lunds universitet där han 1969 doktorerade och blev docent på sin uppmärksammade avhandling Storföretagarna och det demokratiska genombrottet : ett perspektiv på första världskrigets svenska historia, om relationerna mellan 1910-talets socialdemokrati och näringslivet. Han utvecklade detta perspektiv till att omfatta större delen av att 1900-talet, bland annat i böckerna Direktörsklubben: storindustrin i svensk politik under 1930- och 40-talen (1976), och Arbetsgivarna och saltsjöbadspolitiken: en historisk studie i samarbetet på svensk arbetsmarknad (1980). I Direktörsklubben visade han hur storindustrins organisationer i samband med 1930-talets socialdemokratiska frammarsch inledde en livlig debatt om taktik och strategi och fann nya vägar till politiskt inflytande genom att betona sin neutralitet och satsa på experter och utredare. Söderpalm hade tillgång till källor som kastade nytt ljus över planhushållningsdebatten, Saltsjöbadsavtalet, samlingsregeringens bildande och andra frågor av stor allmänpolitisk betydelse och kunde klargöra rollfördelningen mellan Högerpartiet, Folkpartiet och näringslivet. Sven Anders Söderpalm är författare till ett stort antal av Nationalencyklopedins artiklar om svenska politiker och näringslivsledare under 1900-talet.

## Utmärkelser, ledamotskap och priser
- Ledamot av Vetenskapssocieteten i Lund (LVSL, 1976)[5]
- Hedersledamot i Sällskapet Heimdall 2017